# Список альбомов и синглов № 1 в Швейцарии 2012 года

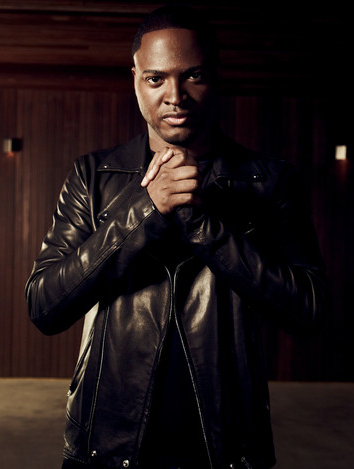
Британец Тайо Крус открыл чарт

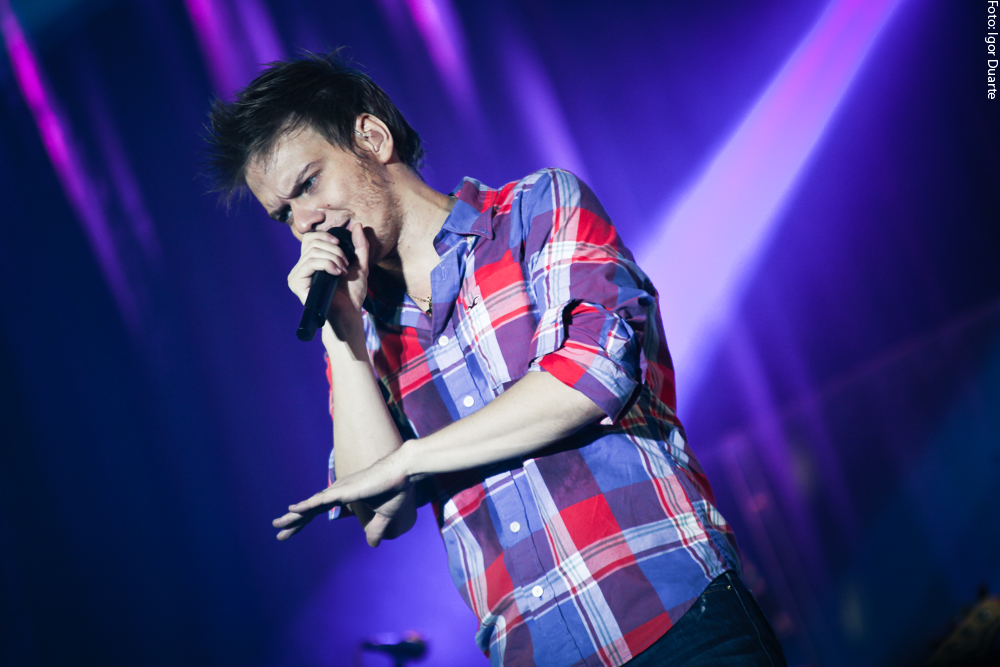
Бразилец Мишель Тело провёл 11 недель на вершине чарта

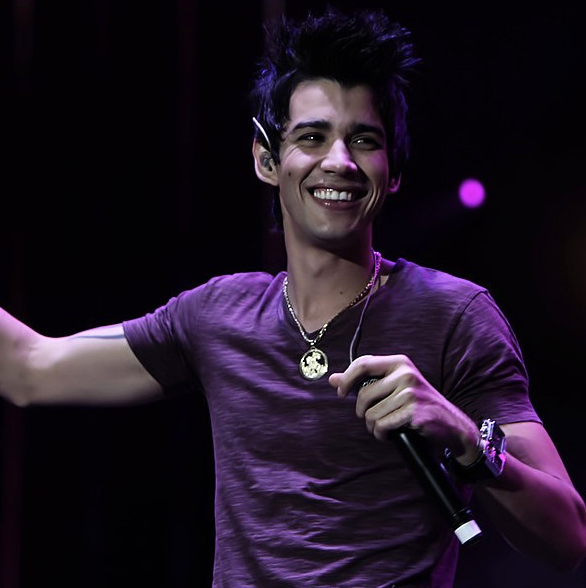
Песня бразильца Густаво Лимы «Balada» провела на вершине 4 недели

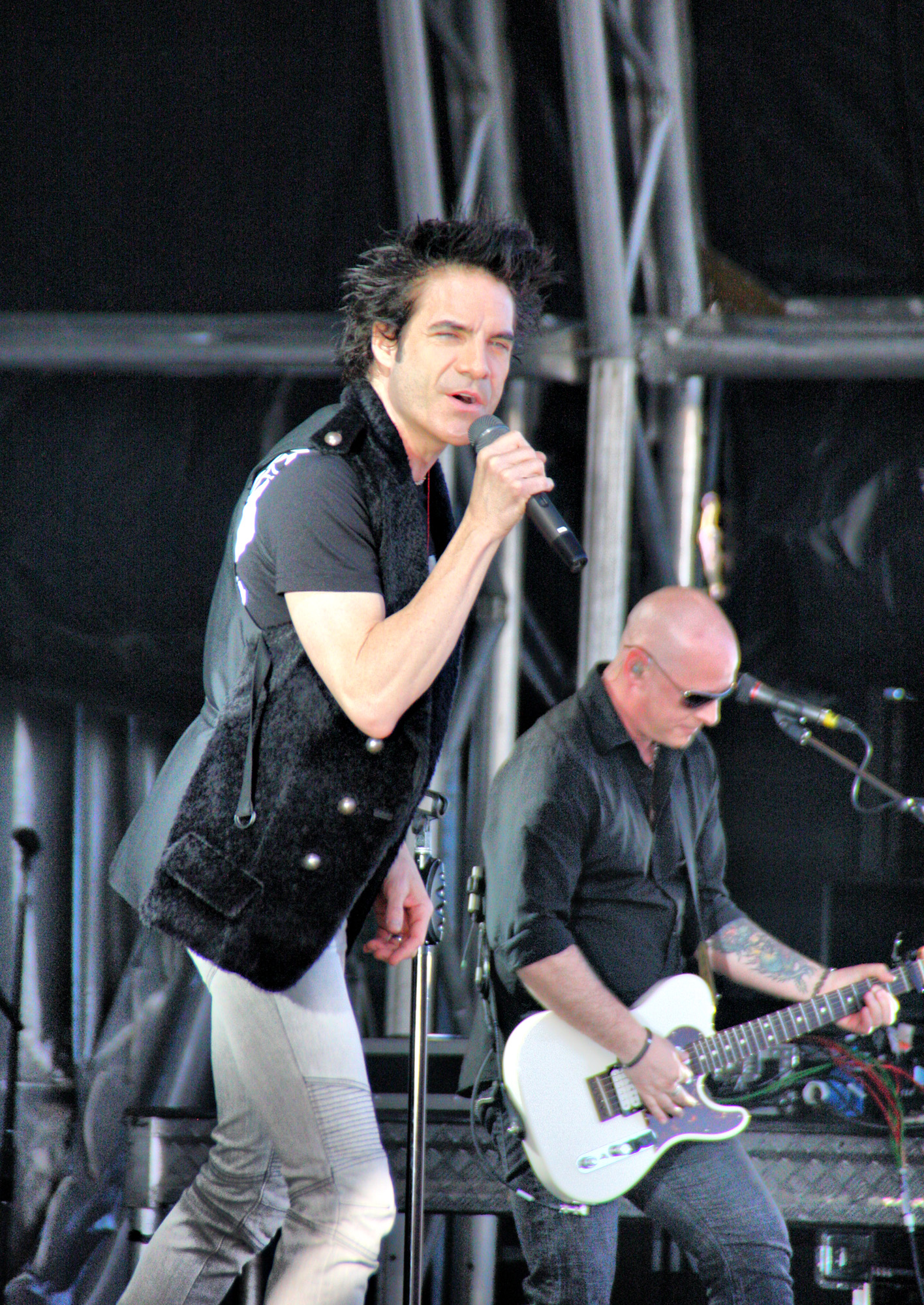
Группа Train была на вершине одну неделю

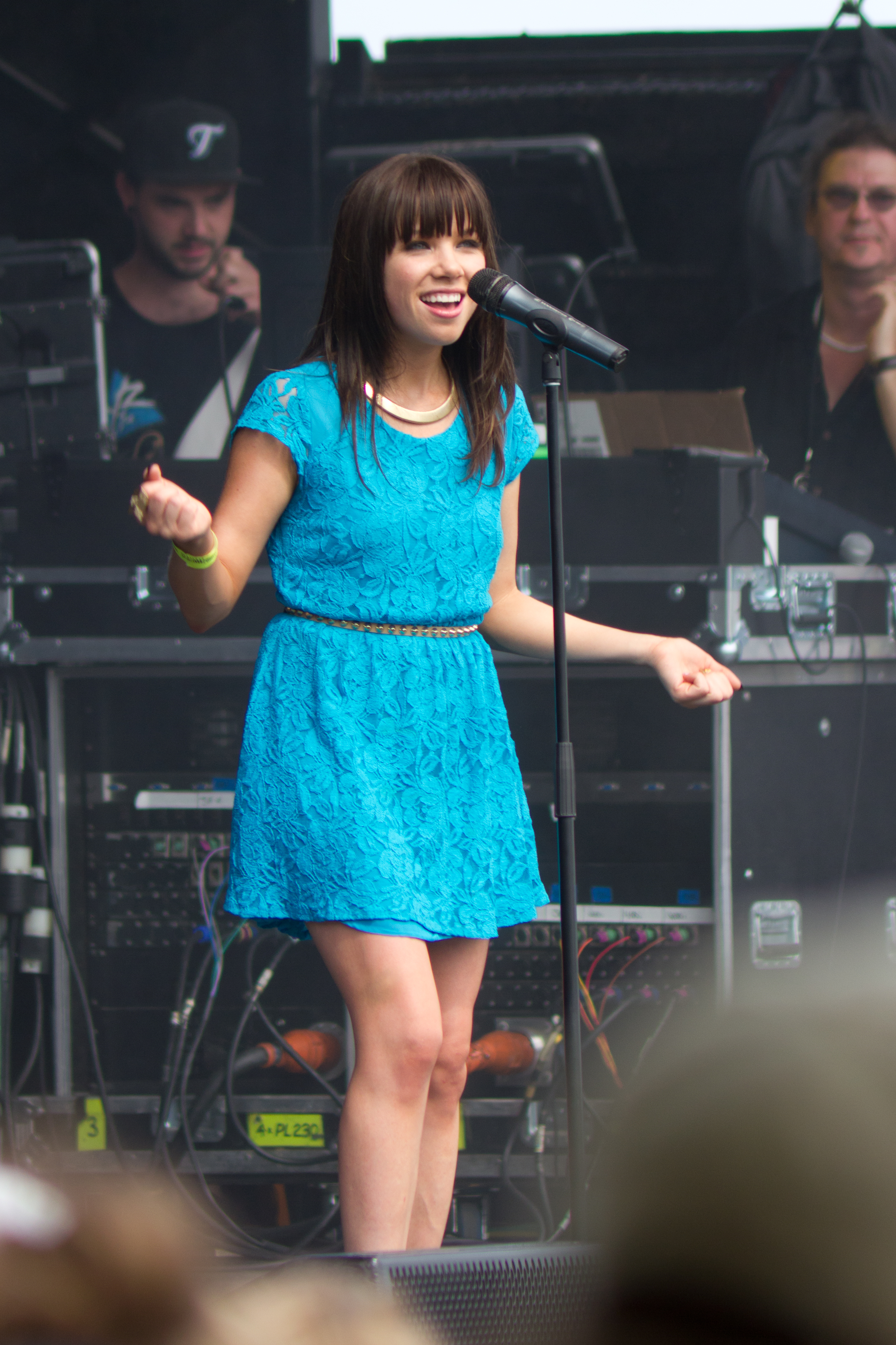
Канадка Карли Рэй Джепсен

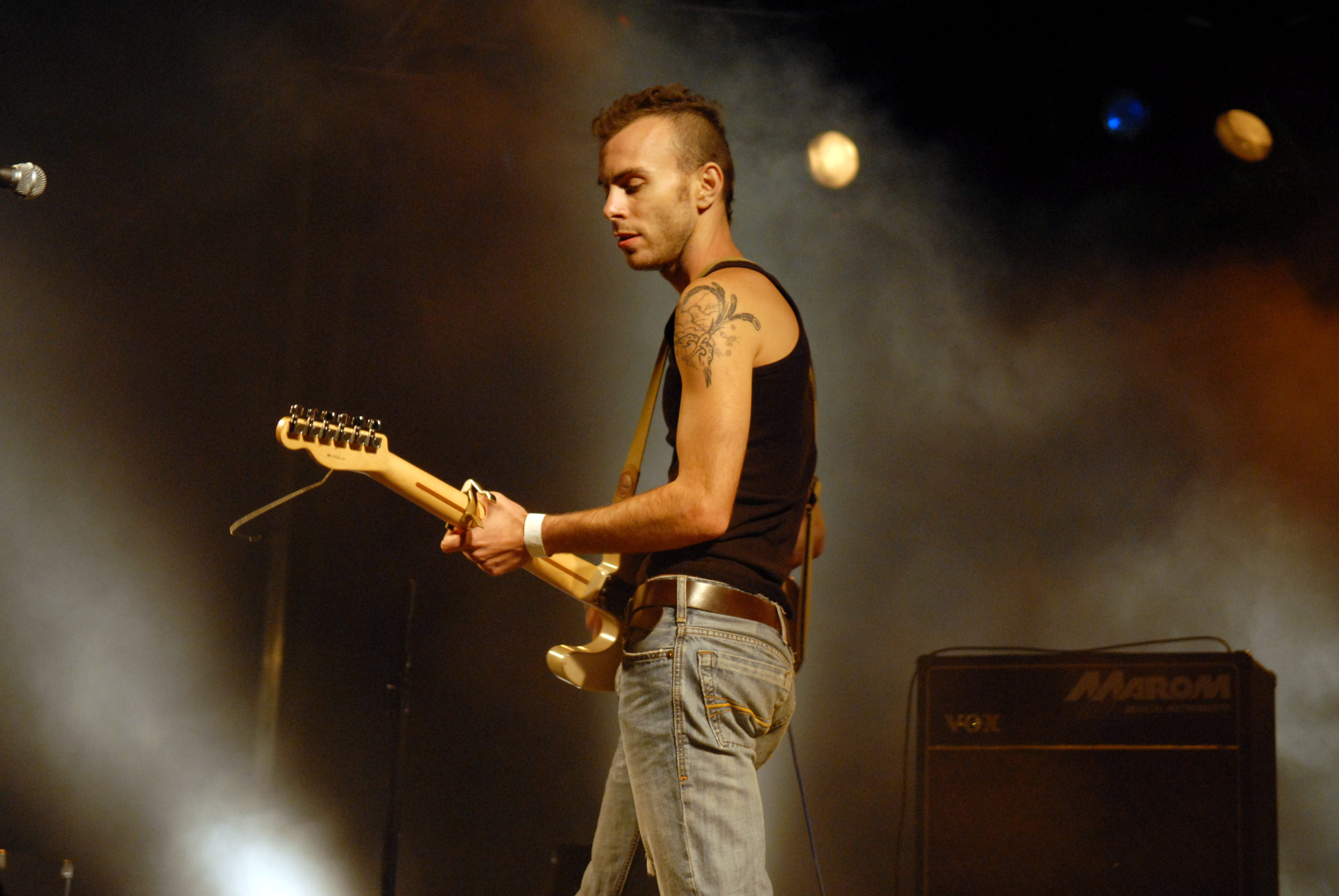
Гражданин Израиля Асаф Авидан 5 недель держался на вершине

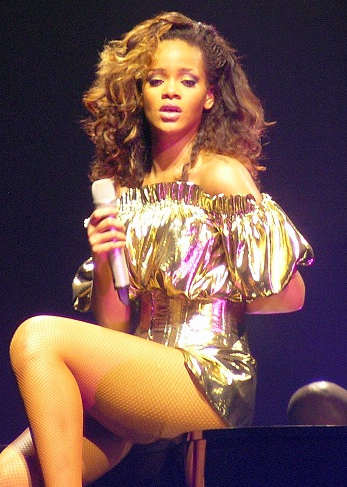
Рианна завершила 2012 год

Список синглов № 1 в Швейцарии в 2012 году (нем. Liste der Nummer-eins-Hits in der Schweiz 2012) включает синглы Швейцарии по итогам каждой из недель 2012 года. В нём учитываются наиболее продаваемые синглы (песни) исполнителей, как на физических носителях (лазерные диски, грампластинки, кассеты), так и в цифровом формате (mp3 и другие).